# Eenkaaksalen
Eenkaaksalen (Monognathidae) zijn een familie van straalvinnige vissen uit de orde van Alen (Saccopharyngiformes).

## Geslacht
- Monognathus Bertin, 1936